# Serris
Pour les articles ayant des titres homophones, voir Seris (homonymie).
Serris [sɛʁis]  est une commune française située dans le département de Seine-et-Marne, en région Île-de-France. Serris fait partie du secteur IV de la ville nouvelle de Marne-la-Vallée, appelé Val d'Europe, et de l'intercommunalité Val d'Europe Agglomération.

## Géographie

### Localisation
La commune est située à 50 kilomètres au nord de Melun, préfecture de la Seine-et-Marne, à 12 kilomètres à l'est de Torcy la sous-préfecture, à 39 kilomètres à l'est de la cathédrale Notre-Dame de Paris, point zéro des routes de France, et à 35 kilomètres de l'échangeur de la porte de Bercy.
- 1Carte dynamique
- 2Carte Openstreetmap
- 3Carte topographique
- 4Carte avec les communes environnantes

Le complexe de tourisme et de loisirs Disneyland Paris touche la commune par le nord.

### Communes limitrophes
| Montévrain Chessy | Coupvray               | Magny-le-Hongre       |
| Jossigny          | Serris                 | Bailly-Romainvilliers |
| Jossigny          | Villeneuve-Saint-Denis | Villeneuve-le-Comte   |

### Géologie et relief
Le relief de Serris est principalement un relief de plaine. La commune est située sur le plateau de Marne-la-Vallée, à l'ouest de la région naturelle de la Brie. Son altitude varie de 123 mètres à 133 mètres pour le point le plus haut, le centre du bourg se situant à environ 128 mètres d'altitude (mairie). Elle est classée en zone de sismicité 1, correspondant à une sismicité très faible.

### Climat
Pour des articles plus généraux, voir Climat de l'Île-de-France et Climat de Seine-et-Marne.
En 2010, le climat de la commune est de type climat océanique dégradé des plaines du Centre et du Nord, selon une étude du CNRS s'appuyant sur une série de données couvrant la période 1971-2000. En 2020, Météo-France publie une typologie des climats de la France métropolitaine dans laquelle la commune est exposée à un climat océanique altéré et est dans la région climatique Nord-est du bassin Parisien, caractérisée par un ensoleillement médiocre, une pluviométrie moyenne régulièrement répartie au cours de l’année et un hiver froid (3 °C).
Pour la période 1971-2000, la température annuelle moyenne est de 10,8 °C, avec une amplitude thermique annuelle de 15,1 °C. Le cumul annuel moyen de précipitations est de 722 mm, avec 11,1 jours de précipitations en janvier et 8 jours en juillet. Pour la période 1991-2020, la température moyenne annuelle observée sur la station météorologique la plus proche, située sur la commune de Torcy à 10 km à vol d'oiseau, est de 12,1 °C et le cumul annuel moyen de précipitations est de 716,4 mm,. Pour l'avenir, les paramètres climatiques de la commune estimés pour 2050 selon différents scénarios d'émission de gaz à effet de serre sont consultables sur un site dédié publié par Météo-France en novembre 2022.

### Hydrographie

#### Réseau hydrographique

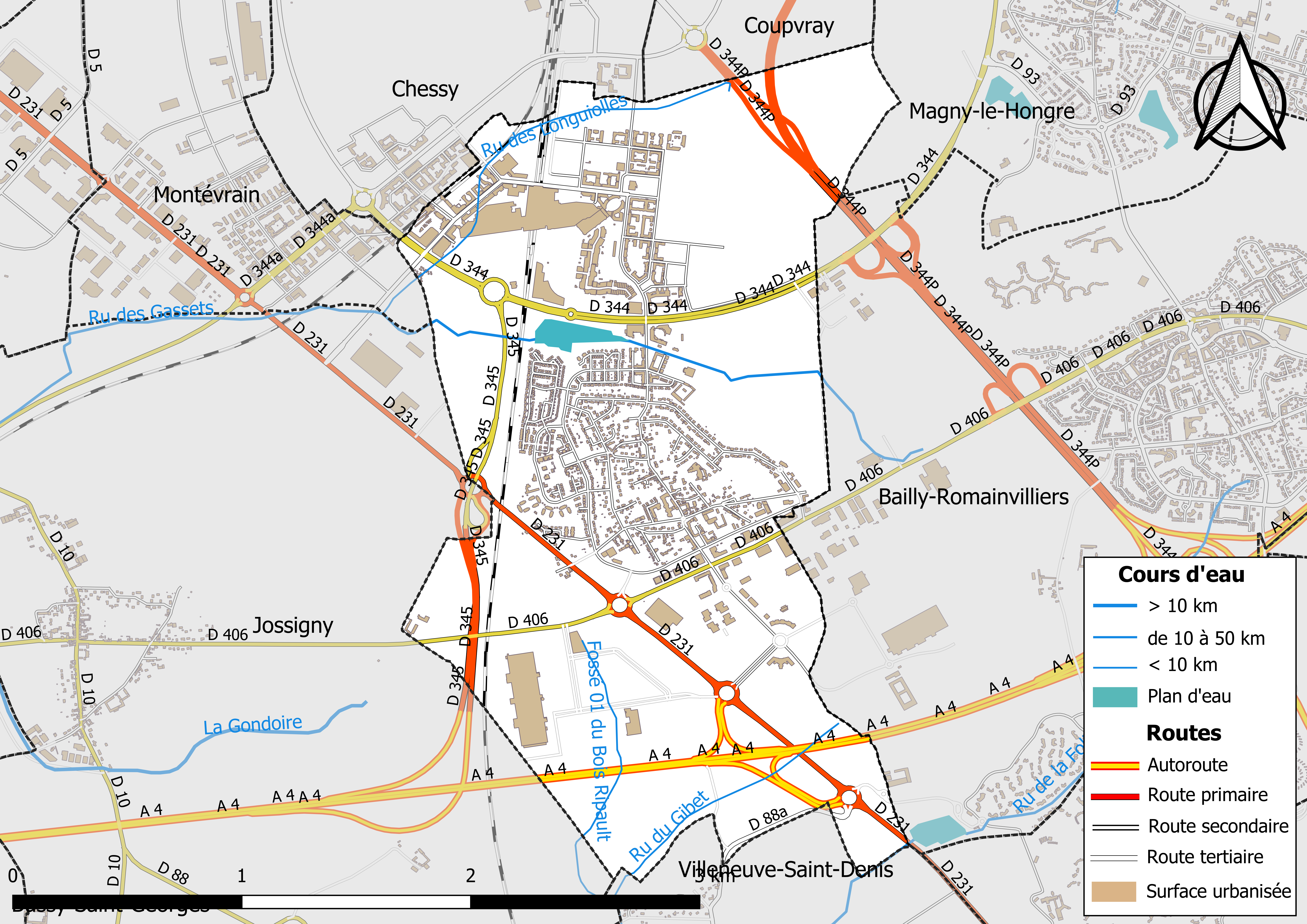
Carte des réseaux hydrographique et routier de Serris.

Le réseau hydrographique de la commune se compose de cinq cours d'eau référencés :
- le ru de la Folie, 9,81 km[9], qui conflue avec le ru de la Hotte ;
  - le ru du Gibet, 2,97 km[10], qui conflue avec le ru de la Folie ;
    - le fossé 01 du Bois Ripault, 1,36 km[11], qui conflue avec le ru du Gibet ;
- le ru des Gassets, long de 5,01 km[12], affluent de la Gondoire ;
  - le ru des Longuiolles, 2,06 km[13], qui conflue avec le ru des Gassets.

La longueur totale des cours d'eau sur la commune est de 5,76 km.

#### Gestion des cours d'eau
Afin d’atteindre le bon état des eaux imposé par la Directive-cadre sur l'eau du 23 octobre 2000, plusieurs outils de gestion intégrée s’articulent à différentes échelles : le SDAGE, à l’échelle du bassin hydrographique, et le SAGE, à l’échelle locale. Ce dernier fixe les objectifs généraux d’utilisation, de mise en valeur et de protection quantitative et qualitative des ressources en eau superficielle et souterraine. Le département de Seine-et-Marne est couvert par six SAGE, au sein du bassin Seine-Normandie.
La commune fait partie du SAGE « Yerres », approuvé le 13 octobre 2011. Le territoire de ce SAGE correspond au bassin versant de l’Yerres, d'une superficie de 1 017 km2, parcouru par un réseau hydrographique de 450 kilomètres de long environ, répartis entre le cours de l’Yerres et ses affluents principaux que sont : le ru de l'Étang de Beuvron, la Visandre, l’Yvron, le Bréon, l’Avon, la Marsange, la Barbançonne, le Réveillon. Le pilotage et l’animation du SAGE sont assurés par le syndicat mixte pour l'assainissement et la gestion des eaux du bassin versant de l’Yerres (SYAGE), qualifié de « structure porteuse ».

### Milieux naturels et biodiversité
Aucun espace naturel présentant un intérêt patrimonial n'est recensé sur la commune dans l'inventaire national du patrimoine naturel,,.

## Urbanisme

### Typologie
Au 1er janvier 2024, Serris est catégorisée grand centre urbain, selon la nouvelle grille communale de densité à sept niveaux définie par l'Insee en 2022.
Elle appartient à l'unité urbaine de Paris, une agglomération inter-départementale regroupant 407  communes, dont elle est une commune de la banlieue,,. Par ailleurs la commune fait partie de l'aire d'attraction de Paris, dont elle est une commune du pôle principal,. Cette aire regroupe 1 929 communes,.

### Occupation des sols
L'occupation des sols de la commune, telle qu'elle ressort de la base de données européenne d’occupation biophysique des sols Corine Land Cover (CLC), est marquée par l'importance des territoires artificialisés (50 % en 2018), en augmentation par rapport à 1990 (18,1 %). La répartition détaillée en 2018 est la suivante : 
terres arables (45,6% ), zones industrielles ou commerciales et réseaux de communication (29,5% ), zones urbanisées (20% ), prairies (4% ), espaces verts artificialisés, non agricoles (0,5% ), forêts (0,4 %).
Parallèlement, L'Institut Paris Région, agence d'urbanisme de la région Île-de-France, a mis en place un inventaire numérique de l'occupation du sol de l'Île-de-France, dénommé le MOS (Mode d'occupation du sol), actualisé régulièrement depuis sa première édition en 1982. Réalisé à partir de photos aériennes, le Mos distingue les espaces naturels, agricoles et forestiers mais aussi les espaces urbains (habitat, infrastructures, équipements, activités économiques, etc.) selon une classification pouvant aller jusqu'à 81 postes, différente de celle de Corine Land Cover,,. L'Institut met également à disposition des outils permettant de visualiser par photo aérienne l'évolution de l'occupation des sols de la commune entre 1949 et 2018.

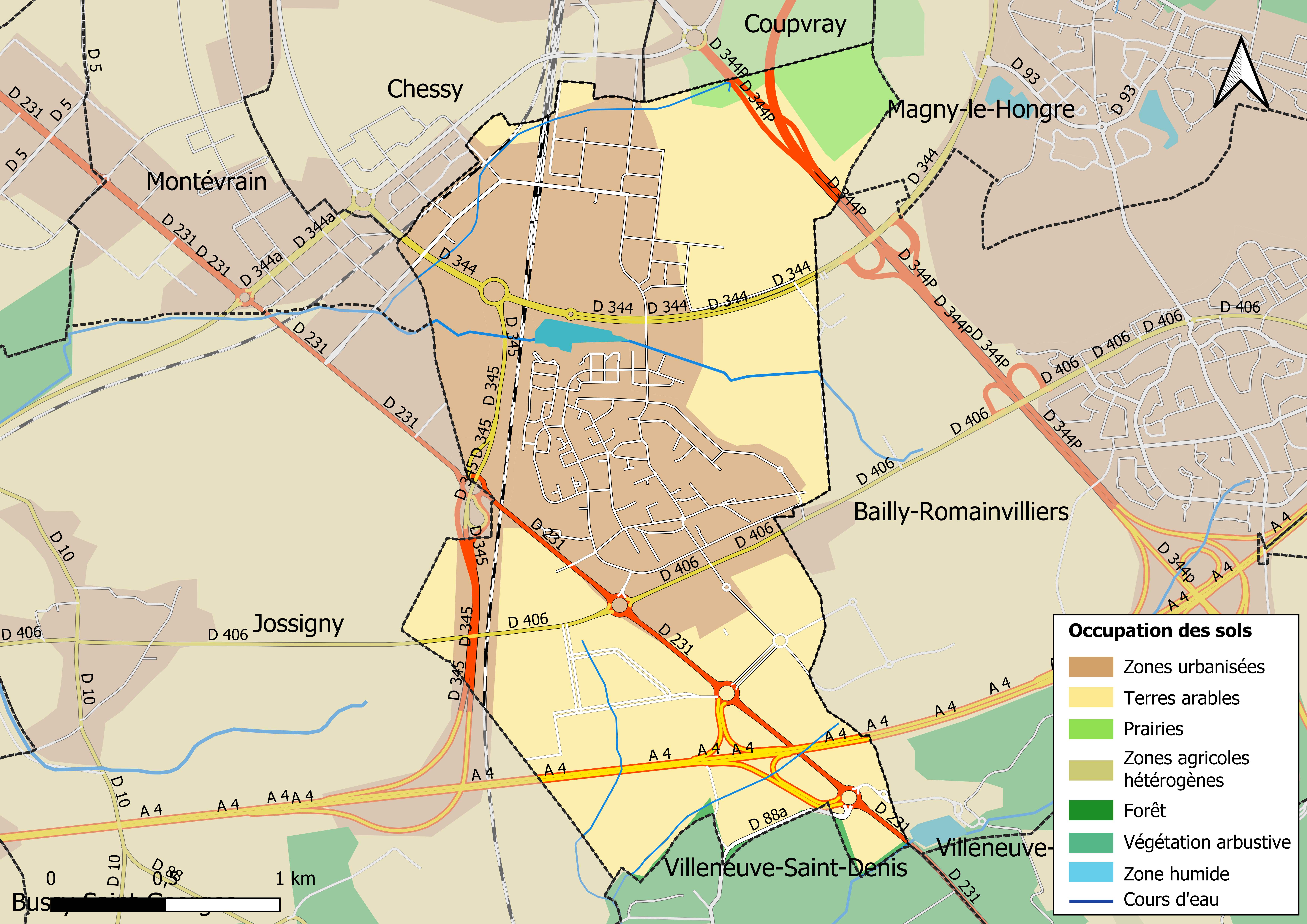
Carte des infrastructures et de l'occupation des sols en 2018 (CLC) de la commune.
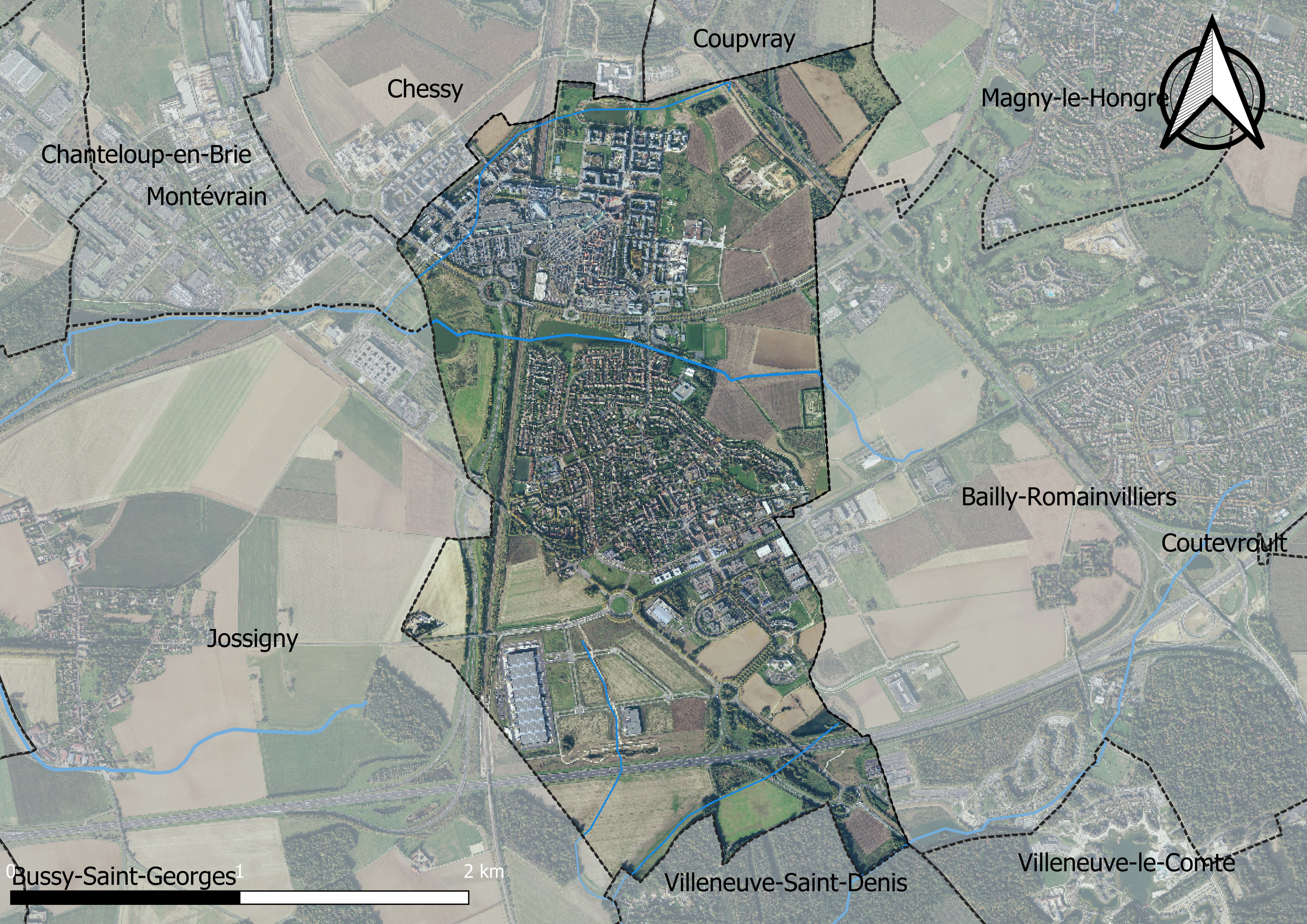
Carte orhophotogrammétrique de la commune.

### Planification
La commune, en 2019, avait engagé l'élaboration d'un plan local d'urbanisme. Un plan local d'urbanisme intercommunal couvrant le territoire de la communauté de communes de la Bassée - Montois était en élaboration,.

### Quartiers
Bourg de Serris
Site le plus anciennement occupé, ancien village agricole, traversé par la rue Emile-Cloud (sud de la commune).
Quartier de la Gare
Quartier situé autour du centre commercial Val d'Europe ainsi que de la gare RER Val d'Europe (nord de la commune).

### Logement
En 2016, le nombre total de logements dans la commune était de 4 858 dont 18,5 % de maisons et 78,8 % d’appartements.
Parmi ces logements, 75,4 % étaient des résidences principales, 16,3 % des résidences secondaires et 8,3 % des logements vacants.
La part des ménages fiscaux propriétaires de leur résidence principale s’élevait à 39,8 % contre 58,3 % de locataires, dont 12,9 % de logements HLM loués vides (logements sociaux) et 1,9 % logés gratuitement.

### Voies de communication et transports

#### Voies de communication
- La commune est desservie par l'Autoroute A4, qui la longe au sud, avec les sorties : 
  - 12.1 : RD 345 - Val d'Europe : Marne-la-Vallée-Val d'Europe, Montévrain, Centre Commercial Régional (demi-échangeur, depuis et vers Paris), et
  - 13 : RD 231 - Val de Lagny : Marne-la-Vallée-Val de Lagny, Provins, Serris.
- Au nord de la commune, se trouve la RD 344 (boulevard du Grand-Fossé), boulevard circulaire autour des communes du Val d'Europe.

#### Transports
La commune est desservie par la ligne A du RER d'Île-de-France, depuis l’ouverture de la gare du Val d'Europe le 4 avril 2001, localisée au nord de la commune au sein du Centre urbain du Val d'Europe. À un kilomètre au nord de la commune se situe la gare de Marne-la-Vallée - Chessy, qui est desservie par le terminus de la branche A4 de la ligne A du RER depuis le 1er avril 1992, et la LGV Interconnexion Est depuis le 29 mai 1994.
La commune est aussi desservie par de nombreuses lignes de bus, ce sont :
- les lignes 02, 06, 22, 32, 34, 42, 43, 44, 46, 47, 60 et le service de transport à la demande du réseau de bus de Marne-la-Vallée[Note 5],[32] ;
- la ligne 16 du réseau de bus Pays Briard ;
- les lignes 18, 19 et 69 du réseau de bus Meaux et Ourcq ;
- la ligne N130 du réseau de bus nocturne Noctilien ;
- les lignes Magical Shuttle[33] ;
- les navettes hôtelières desservant le complexe Disneyland Paris.

##### Projets
À l’avenir, la commune sera desservie par deux lignes de bus à haut niveau de service, circulant en site propre :
- la ligne de bus EVE censée relier la gare d'Esbly au Grand Hôpital de l'Est Francilien de Marne-la-Vallée entre 2022 et 2023, via les gares de Marne-la-Vallée - Chessy et du Val d'Europe[réf. nécessaire] ;
- la ligne de bus censée relier les gares de Lagny - Thorigny et du Val d'Europe, mais sa mise en service n’est pas programmée pour le moment[réf. nécessaire] .

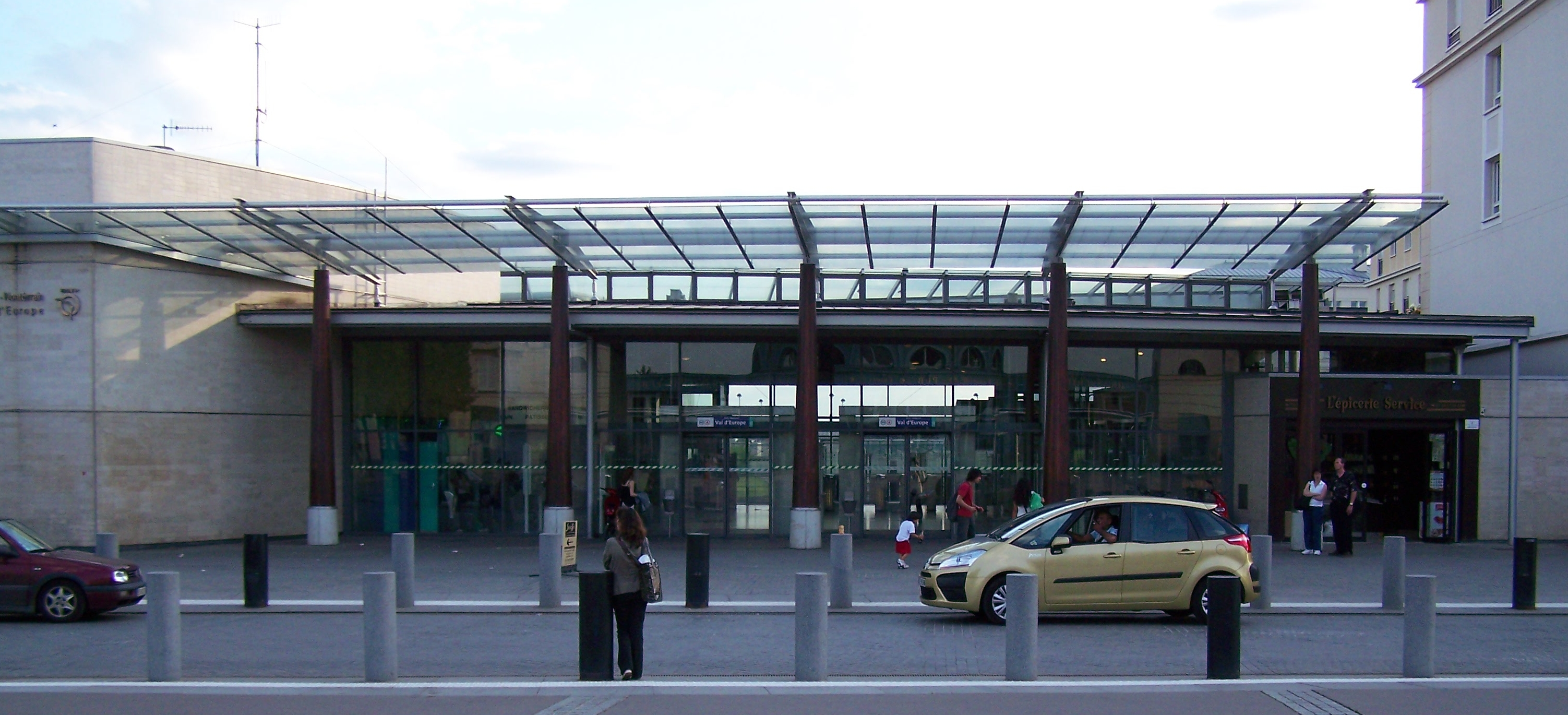
Gare du Val d'Europe.

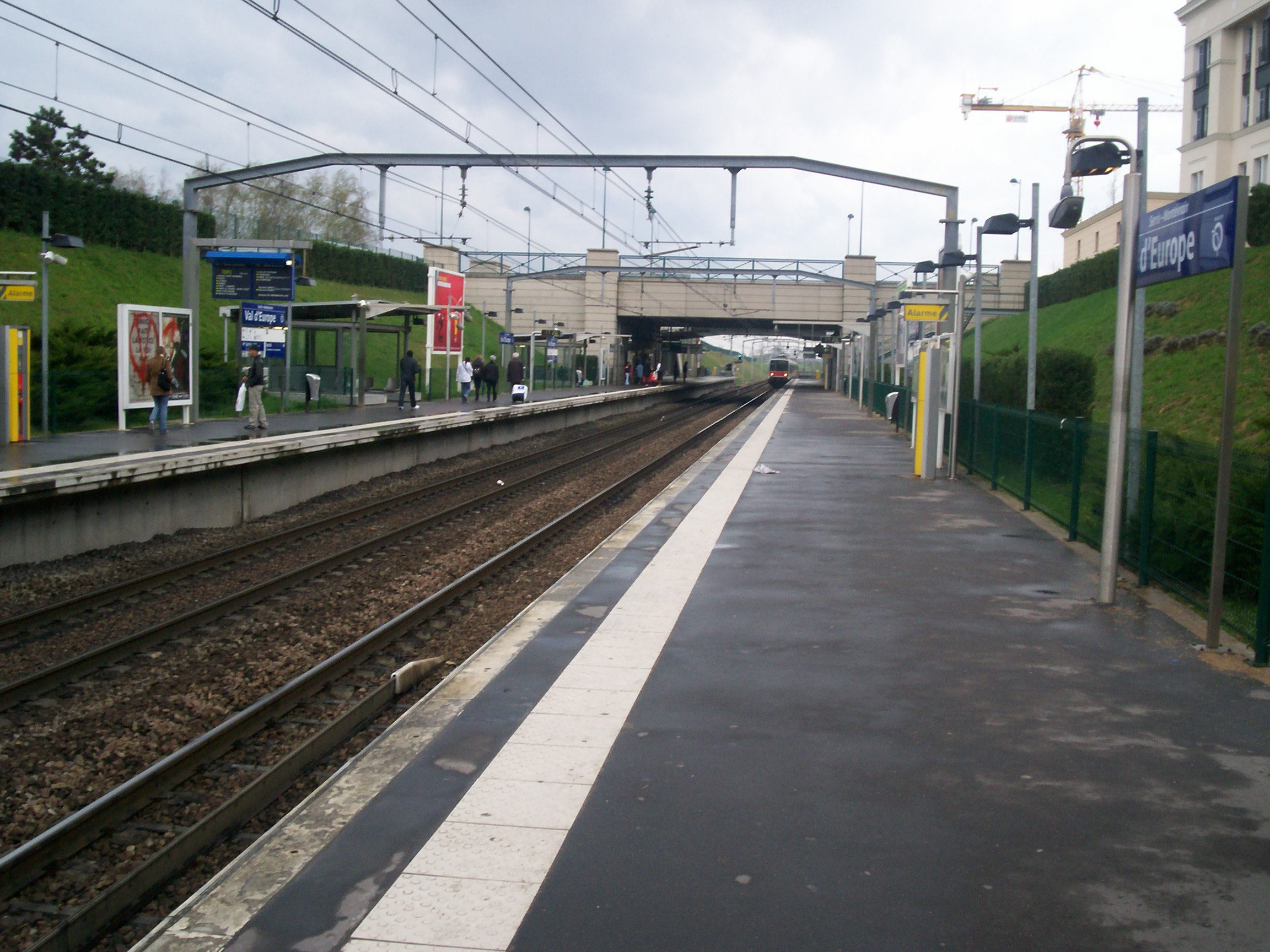
Quais de la ligne A du RER d'Île-de-France en gare du Val d'Europe.
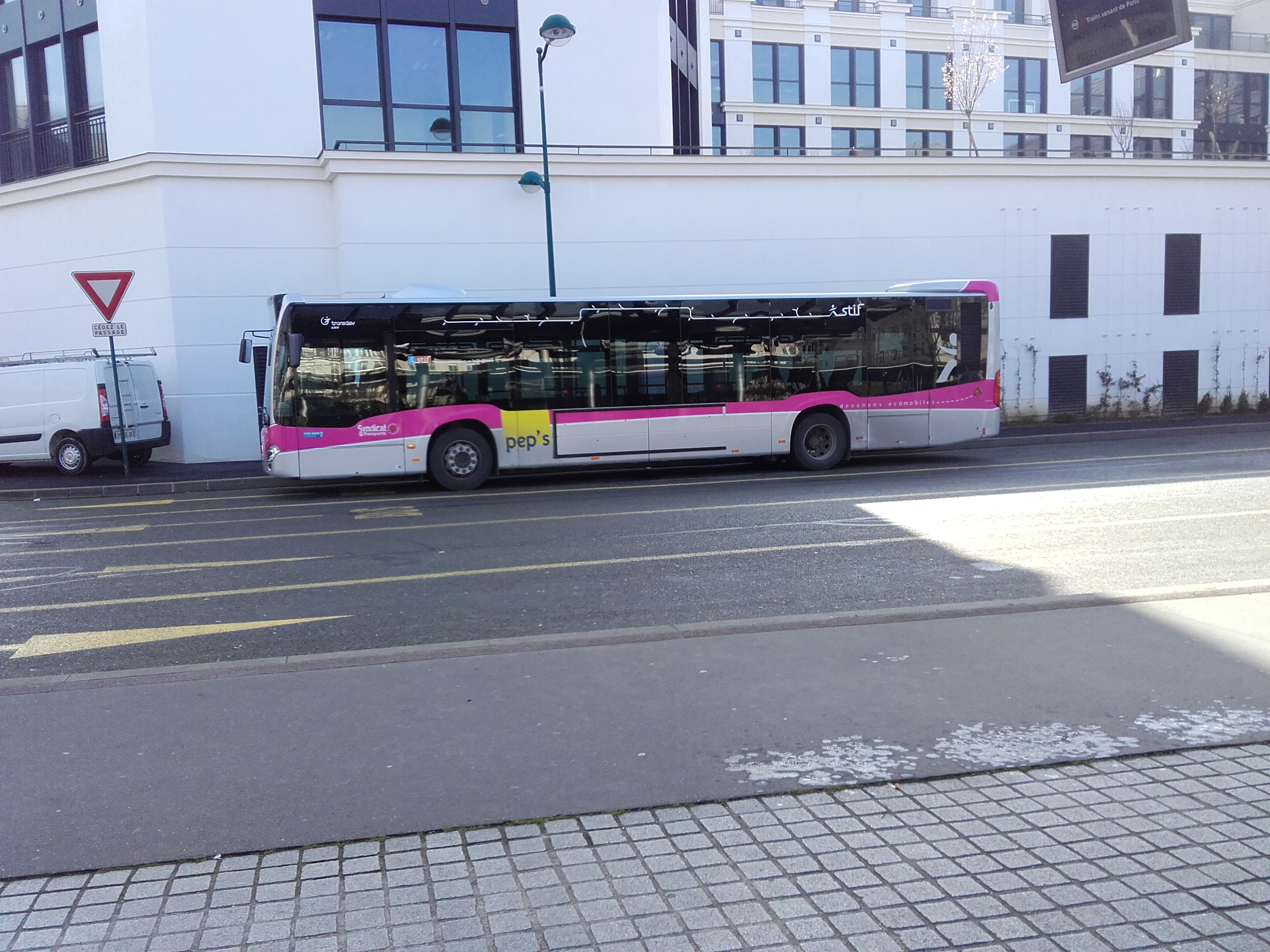
Autobus de l’ancien réseau de bus de Pep's stationnant en gare routière du Val d'Europe.
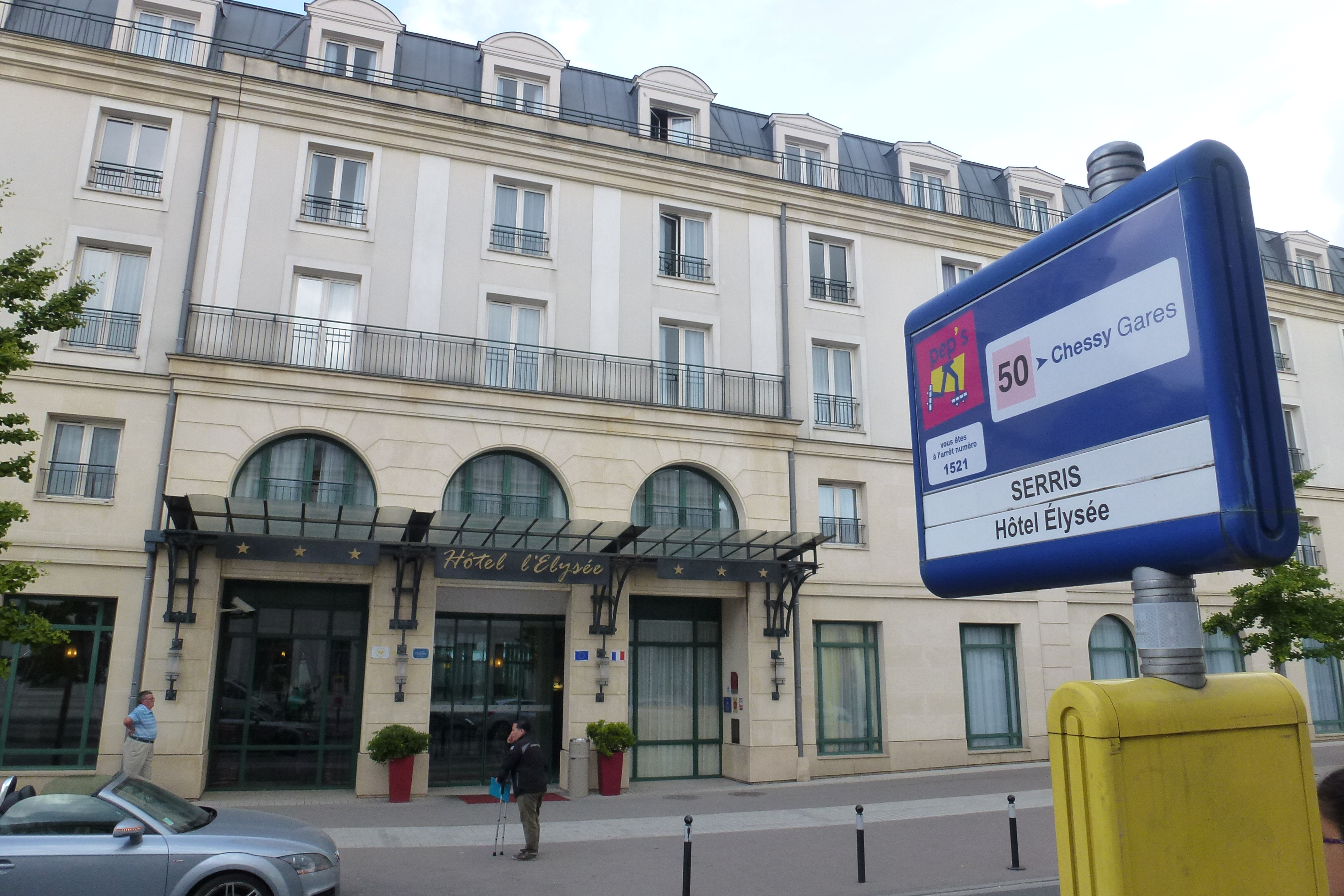
Arrêt de bus de l’ancien réseau de bus de Pep's dans le Centre urbain du Val d'Europe.
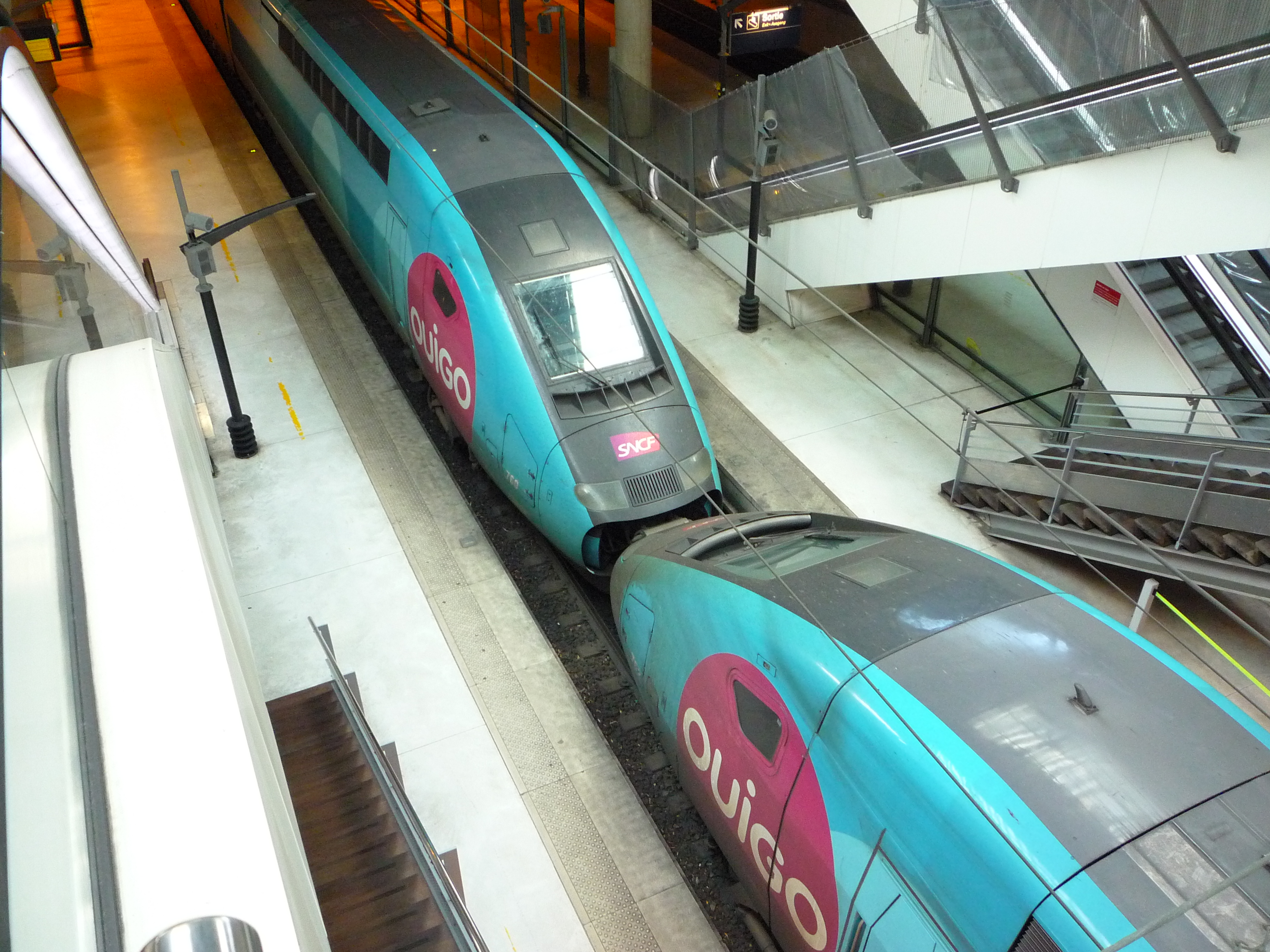
Train à grande vitesse Ouigo en gare de Marne-la-Vallée - Chessy.

## Toponymie

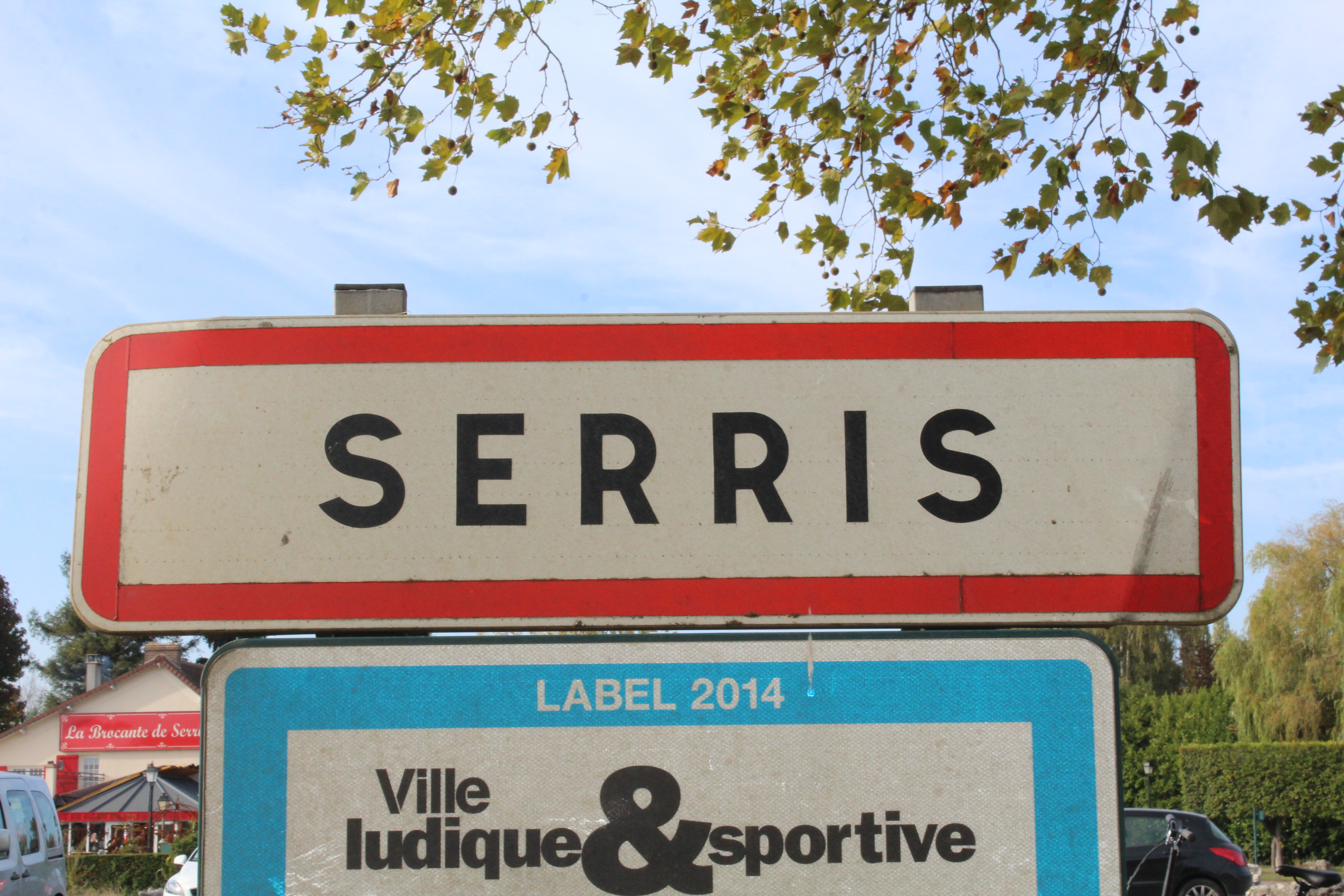
Panneau d'entrée.

Le nom de la localité est mentionné sous les formes Sarries en 1169 ; Seri en 1193 ; Apud Sarriis en 1239 ; Villa de Sarriis en 1250 ; Ceris en 1291 ; Sarriz en 1329 ; Serriz en 1350 ; Sarris en Brie en 1373 ; Serrys en 1531 ; Sarrye en 1564 ; Serriz en Brye en 1568 ; Sarry en Brie en 1672 ; Sarriz en Brye au XVIIe siècle ; Sery en 1739 ; Saris en 1783 ; Sarris en 1784.
Toponyme classique de défrichement : Serris vient du latin saria, mot désignant le lieu où l'on entrepose le bois coupé. Le lieu-dit La Charbonnière entre Montévrain et Serris rappelle que le charbon de bois y fut produit.

## Histoire

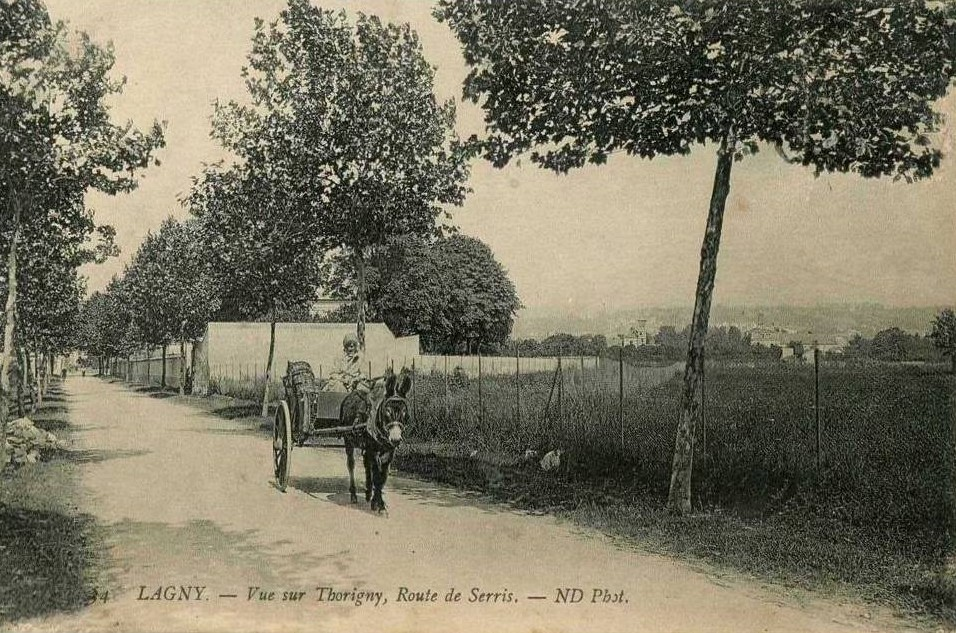
Route de Serris à Lagny.

### Un village au cœur d'un plateau agricole
Des fouilles archéologiques au site des Ruelles ont permis de mettre au jour des vestiges mérovingiens, avec un village, la ferme seigneuriale, le cimetière et la chapelle.
Au fil des temps, le petit village s'est développé autour de champs de blé et de betteraves sur le plateau de la Marne. On y produisait également du charbon de bois, notamment à l'ouest de la commune actuelle. Serris a gardé quelques traces de son passé agricole, avec des fermes aujourd'hui réhabilitées en logements et en équipements municipaux.
Au début du XVe siècle le village est totalement abandonné, à la suite des mouvements de guerre dans la région, et très certainement aussi à la suite des effets de la Peste noire de 1348 et de ses récurrences.
La première mairie-école, située au coin de la rue du Pont (Rue Emile Cloud) et la rue du Puits (rue de l’École) est acquise par la commune le 22 mai 1835. Elle ne comprenait que 2 pièces assez vétustes, couvertes de paille, un cellier, une grange et un jardin. Revendue à un particulier en 1856, elle est remplacée en 1865 par un édifice neuf comprenant l'école au rez-de-chaussée et  au 1er étage, la salle des réunions municipales. Ce bâtiment a été intégré en 1994 dans le bâtiment actuel. Serris possède également un lavoir datant de 1877.
L'église Saint-Michel de Serris a été consacrée le 6 octobre 1963 par Mgr Romain, grand vicaire de l'évêché de Meaux. Elle remplace l'ancienne église médiévale autour de laquelle s'était développée la première agglomération.

### L'émergence d'un centre urbain à partir de la fin duXXesiècle

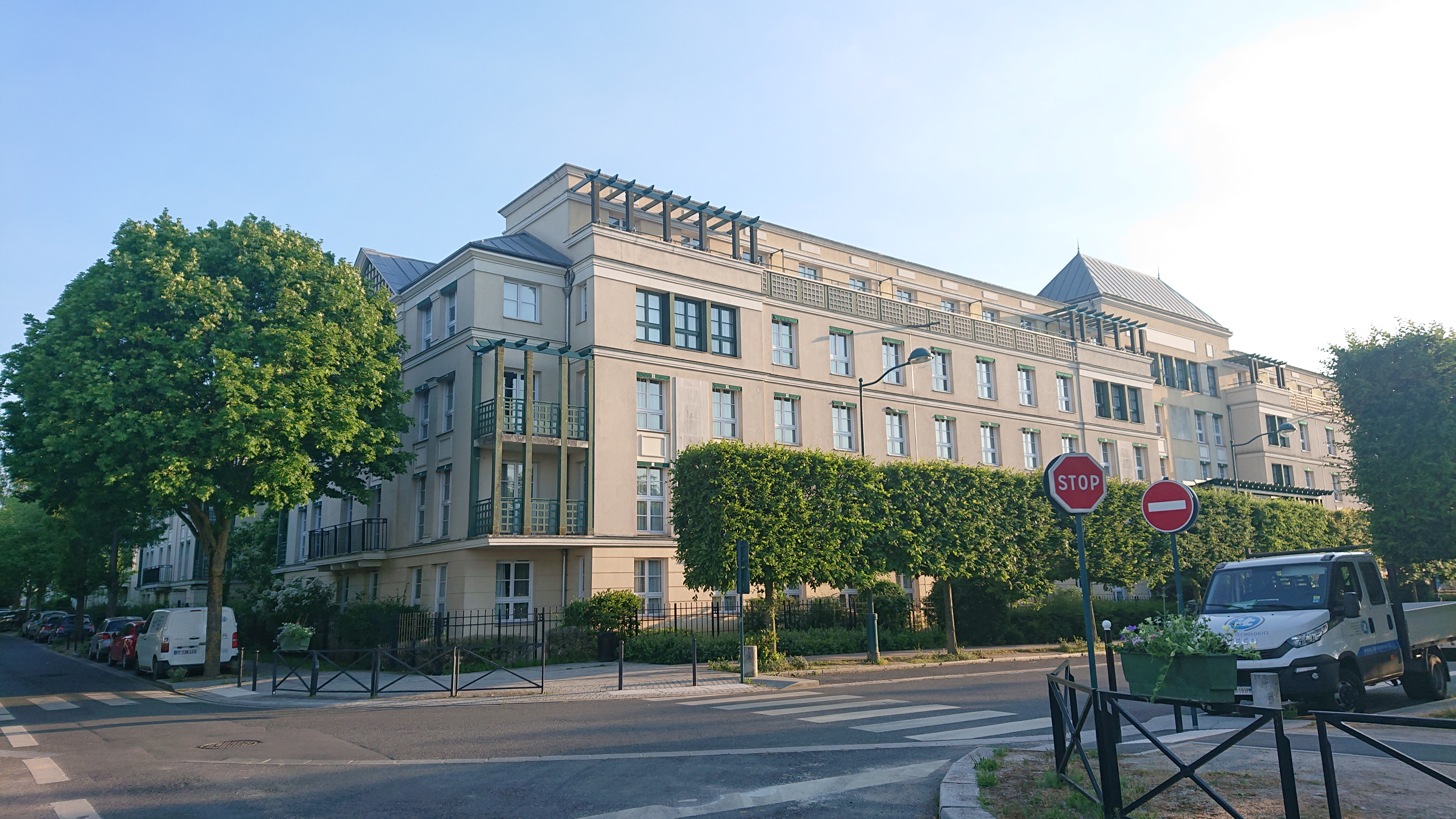
Exemple d'urbanisation dans le centre-ville.

En 1987, Serris intègre le secteur IV de la ville nouvelle de Marne-la-Vallée. Tout d'abord, le complexe de loisirs de Disneyland Paris se développe à partir de 1992 au nord de Serris, sur la commune de Chessy.
Puis, au début des années 2000, le quartier urbain de Serris situé au nord de la commune commence son développement. Le centre commercial ouvre en octobre 2000, tout comme l'aquarium, et la gare RER du Val d'Europe est inaugurée en 2001. En 2016, le Syndicat d'agglomération nouvelle devient Val d'Europe Agglomération et en 2017, le centre commercial est entièrement rénové.

## Politique et administration

### Rattachements administratifs et électoraux
La commune se trouve depuis 1994 dans l'arrondissement de Torcy du département de Seine-et-Marne. Pour l'élection des députés, elle fait partie depuis 2012 de la cinquième circonscription de Seine-et-Marne.
Elle faisait partie de 1793 à 1993 du canton de Crécy-la-Chapelle, année où elle intègre le canton de Thorigny-sur-Marne. Dans le cadre du redécoupage cantonal de 2014 en France, elle devient le bureau centralisateur du canton de Serris.
Serris fait partie du secteur IV de la ville nouvelle de Marne-la-Vallée appelé Val d'Europe.
L’organisation juridictionnelle rattache les justiciables de Serris au tribunal de grande instance de Meaux, au tribunal d’instance de Lagny-sur-Marne et au tribunal administratif de Melun, tous rattachés à la cour d'appel de Paris.

### Intercommunalité
Serris fait partie de Val d'Europe Agglomération avec 9 autres communes.
Elle est l'une des 5 communes historiques de l'intercommunalité avec Coupvray, Chessy, Bailly-Romainvilliers et Magny-le-Hongre.

S'en sont rajoutées en 2018 les communes de Villeneuve-le-Comte et de Villeneuve-Saint-Denis, puis en 2020 les communes d'Esbly, de Montry et de Saint-Germain-sur-Morin.

Logo de Val d'Europe Agglomération.
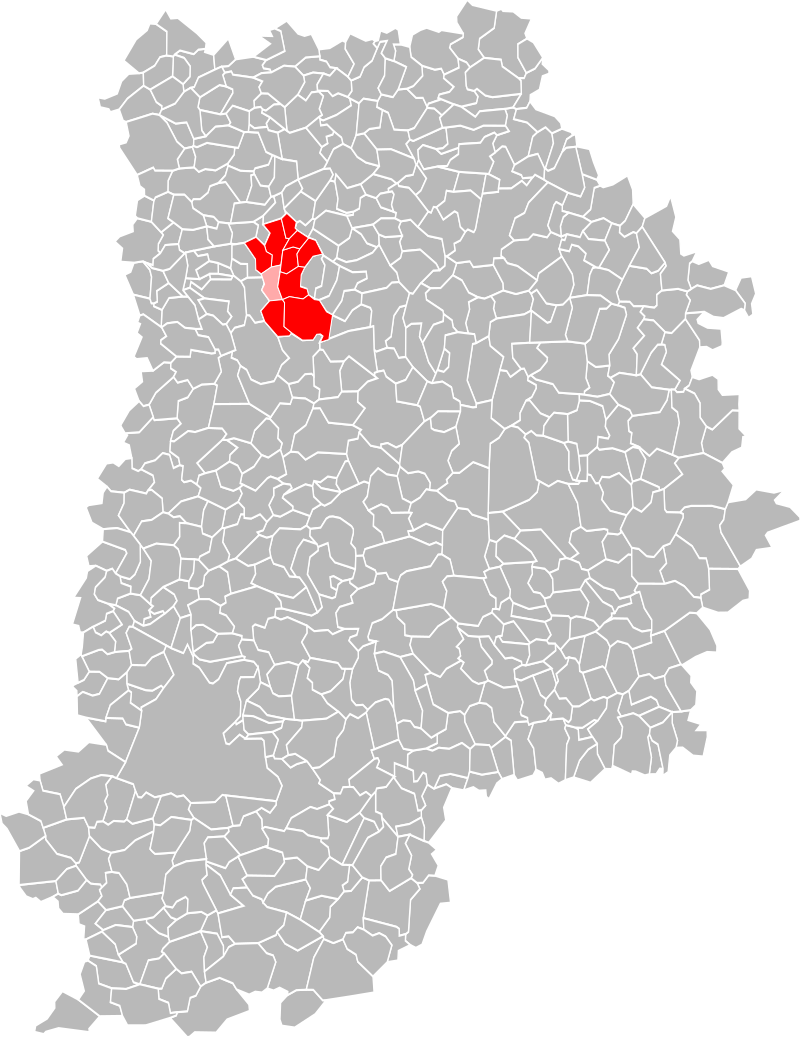
Localisation de Serris au sein de Val d'Europe Agglomération.

### Tendances politiques et résultats
Les personnalités exerçant une fonction élective dont le mandat est en cours et en lien direct avec le territoire de Serris sont les suivantes :
| Élection             | Territoire         | Titre                      | Nom                                         | Tendance politique | - | Début de mandat | Fin de mandat |
| -------------------- | ------------------ | -------------------------- | ------------------------------------------- | ------------------ | - | --------------- | ------------- |
| Municipales 2014     | Commune de Serris  | Maire de Serris            | Philippe Descrouet                          | UDI                |   | mars 2014       | mars 2020     |
| Départementales 2015 | Canton de Serris   | Conseillers départementaux | Arnaud de Belenet et Valérie Pottiez-Husson | LR                 |   | mars 2014       | mars 2021     |
| Législatives 2017    | 5e circonscription | Député                     | Patricia Lemoine                            | Agir               |   | 2018            | juin 2022     |

#### Élections présidentielles
Résultats des deuxièmes tours :
- Élection présidentielle de 2012 : 52,18 % pour François Hollande (PS), 47,82 % pour Nicolas Sarkozy (UMP), 73,97 % de participation[51].
- Élection présidentielle de 2017 :  73,50 % pour Emmanuel Macron (LREM), 26,50 % pour Marine Le Pen (FN), 75,07 % de participation[52].

#### Élections législatives
Résultats des deuxièmes tours :
- Élections législatives de 2012 : 54,66 % pour Elisabeth Lescuyer (PS), 45,34 % pour Franck Riester (UMP), 48,06 % de participation[53].
- Élections législatives de 2017 : 78,06 % pour Franck Riester (Agir), 32,17 % pour Joffrey Bollée (FN), 33,16 % de participation[54].

#### Élections européennes
Résultats des deux meilleurs scores :
- Élections européennes de 2014 : 24,16 % pour Aymeric Chauprade (FN), 19,99 % pour Alain Lamassoure (UMP), 40,18 % de participation[55].
- Élections européennes de 2019 : 27,84 % pour Nathalie Loiseau (LREM), 18,34 % pour Marine Le Pen (RN), 41,99 % de participation[56].

#### Élections régionales
Résultats des deux meilleurs scores :
- Élections régionales de 2015 : 44,78 % pour Valérie Pécresse (LR), 34,45 % pour Claude Bartolone (PS), 46,36 % de participation[57].

#### Élections départementales
Résultats des deuxièmes tours :
- Élections départementales de 2015 : 68,41 % pour Arnaud de Belenet et Valérie Pottiez-Husson (UMP), 31,59 % pour Georges Hurth et Irina Longuet (FN), 35,06 % de participation[58].

#### Élections municipales
Résultats des deuxièmes tours ou du premier tour si dépassement de 50 % : 
- Élections municipales de 2014 : 54,41 % pour Philippe Descrouet (UDI), 28,78 % pour Alain Chitrit (DVD), 51,57 % de participation[59].
- Élections municipales de 2020 : 80,05 % pour Philippe Descrouet (UDI), 19,95 % pour Fatiha Guérin (LREM), 32,86 % de participation[59].

### Liste des maires

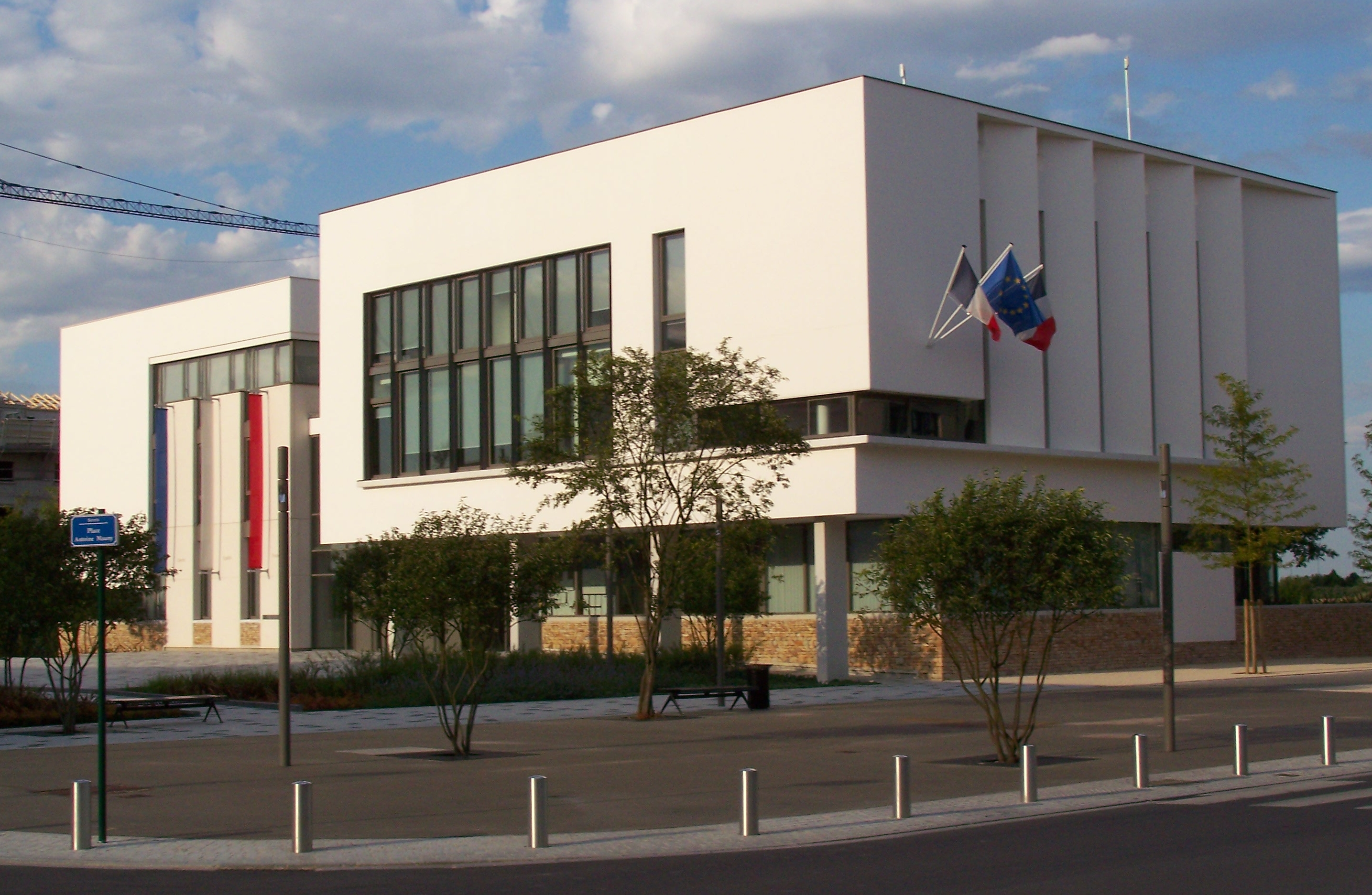
L'hôtel de ville (quartier de la Gare).

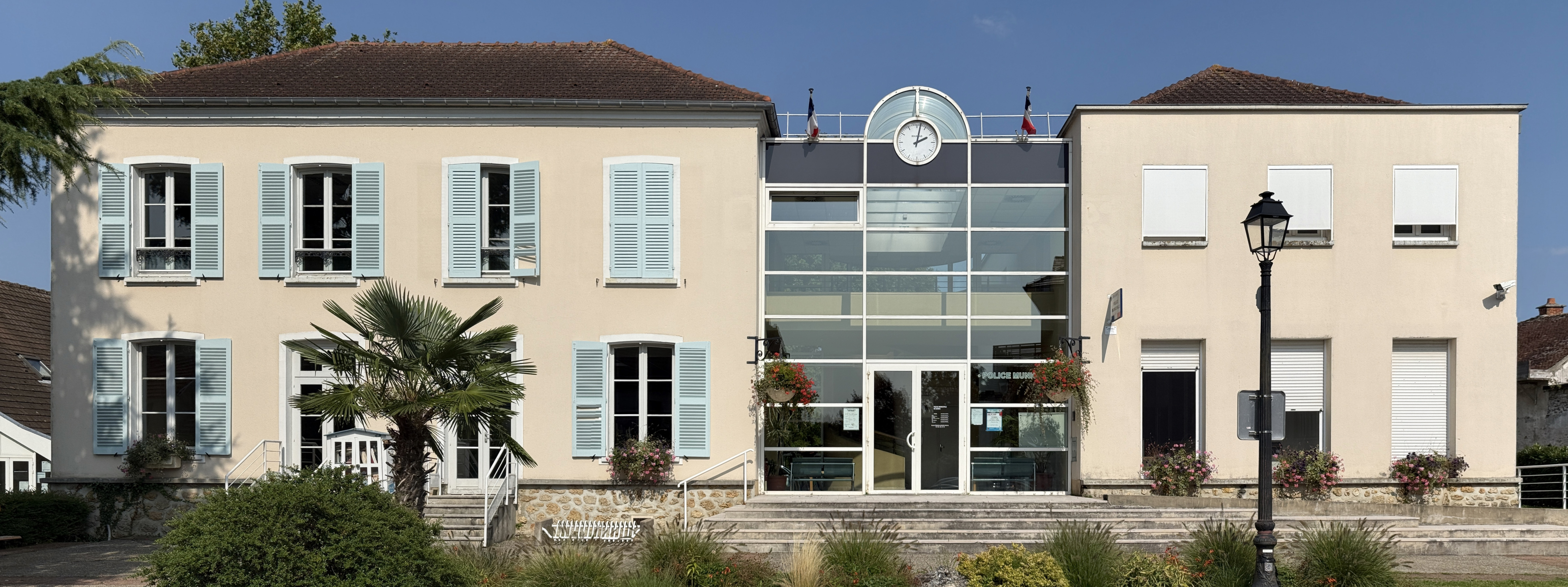
La mairie annexe (bourg de Serris).

| Période                                  | Période                   | Identité                  | Étiquette       | Qualité |
| ---------------------------------------- | ------------------------- | ------------------------- | --------------- | --- |
| Les données manquantes sont à compléter. |                           |                           |                 | |
| 1791                                     |                           | Antoine Mauny             |                 | |
| 1792                                     |                           | Georges Boutillier        |                 | |
| An II                                    |                           | Jean Nottaire             |                 | |
| An III                                   |                           | Louis Bigot               |                 | |
| 1807                                     | 1808                      | Théodore Hardy            |                 | |
| 1809                                     | 1816                      | Pierre Sainte Beuve       |                 | |
| 1816                                     | 1821                      | Jean Michel Cottin        |                 | |
| 1822                                     | 1842                      | Louis Bruno Papillon      |                 | |
| 1843                                     | 1849                      | Honoré Ferdinand Coquelet |                 | |
| 1849                                     | 1850                      | Jean Pierre Morville      |                 | |
| 1851                                     | 1858                      | Louis Quillard            |                 | |
| 1858                                     | 1870                      | Louis Joseph Richė        |                 | |
| 1871                                     | 1874                      | Louis Bourette            |                 | |
| 1874                                     | 1896                      | Clotaire Thierry          |                 | |
| 1896                                     |                           | Pierre Chambaux           |                 | |
| 1897                                     | 1903                      | Alexandre Lamber          |                 | |
| 1904                                     | 1919                      | Albert Benard             |                 | |
| 1919                                     | 1944                      | Léon Bourette             |                 | |
| octobre 1944                             | avril 1945                | Marcel Gosset             |                 | |
| 1945                                     | 1965                      | Bertin Benard             |                 | |
| 1965                                     | 1968                      | Émile Cloud               |                 | |
| novembre 1968                            | 1977                      | Réjane Wroniak            |                 | |
| mars 1977                                | 1979                      | Jacques Métivier          |                 | |
| Les données manquantes sont à compléter. |                           |                           |                 | |
| mars 1983                                | mars 1989                 | Martin Steffen            |                 | Agriculteur |
| mars 1989                                | juin 1995                 | Philippe Mancel           |                 | |
| juin 1995                                | avril 2014                | Denis Gayaudon            | UDF puis UDI-NC | Enseignant, maire honoraire |
| avril 2014                               | En cours (au 28 mai 2020) | Philippe Descrouet        | UDI             | Chef d'entreprise Président d'EpaFrance (2017 → ) Vice-président (2014 → 2020), puis président (2020 → ) de Val d'Europe Agglomération Réélu pour le mandat 2020-2026 |

### Distinctions et labels
La ville a été récompensée en 2019 par trois @@@ pour sa première participation au concours du label national Territoires, Villes et Villages Internet, pour avoir, selon le maire, « mis en place les services en ligne sur serris.fr, l’accès Internet en Wi-Fi dans les équipements communaux ou encore la mise à disposition de Chromebook (des ordinateurs connectés) dans les écoles ».

### Politique environnementale

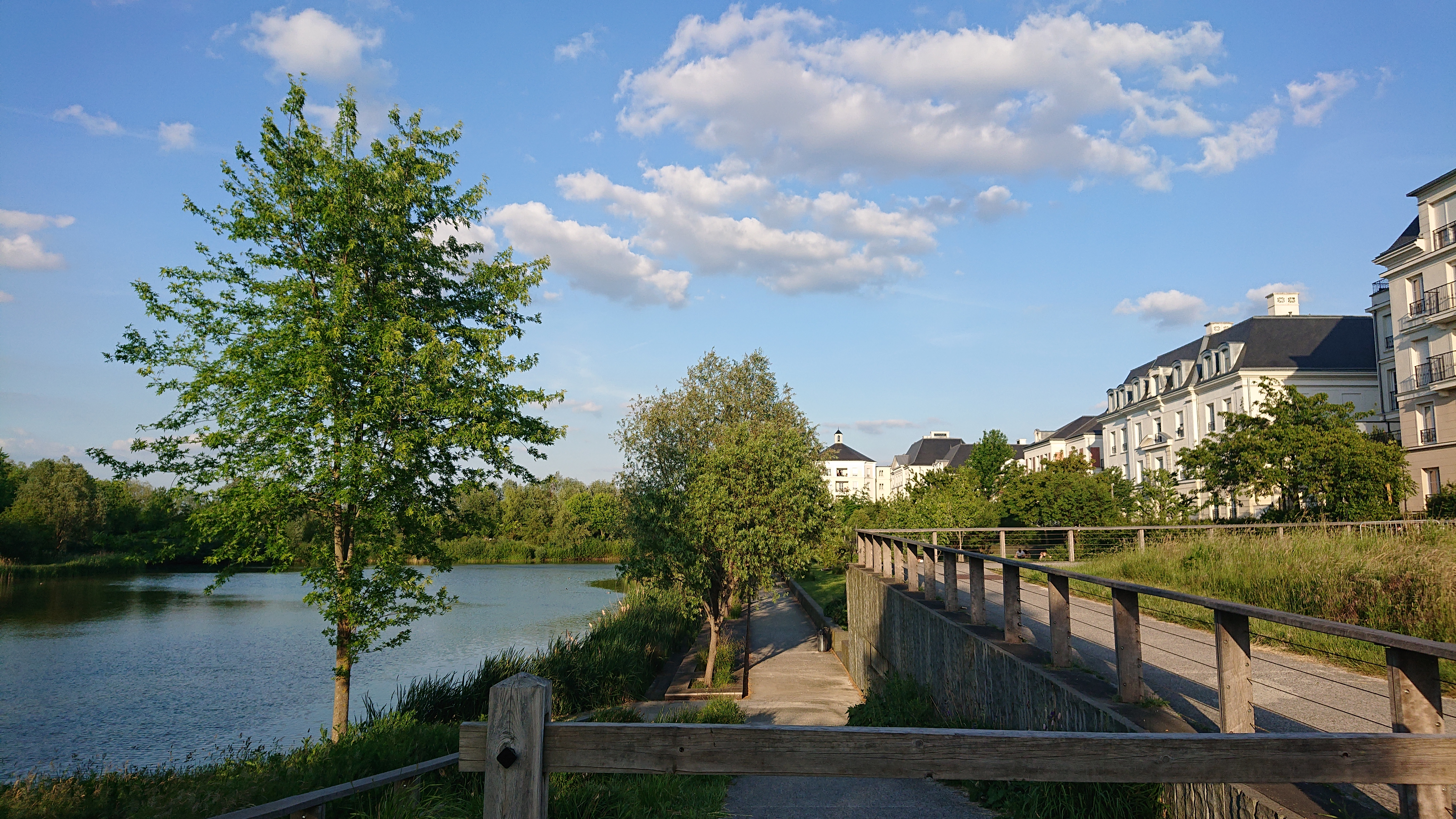
Lac de Serris

La commune compte de nombreux espaces verts, ainsi que des lacs d'agrément non accessibles aux loisirs nautiques.
On y trouve notamment : 
- le parc des communes ;
- le parc andalou ;
- le parc du centre urbain ;
- le jardin des quais, la promenade boréale et le lac de Serris ;
- le lac des Gassets.

## Équipements et services

### Eau et assainissement
L’organisation de la distribution de l’eau potable, de la collecte et du traitement des eaux usées et pluviales relève des communes. La loi NOTRe de 2015 a accru le rôle des EPCI à fiscalité propre en leur transférant cette compétence. Ce transfert devait en principe être effectif au 1er janvier 2020, mais la loi Ferrand-Fesneau du 3 août 2018 a introduit la possibilité d’un report de ce transfert au 1er janvier 2026,.

#### Assainissement des eaux usées
En 2020, la gestion du service d'assainissement collectif de la commune de Serris est assurée par Val d'Europe Agglomération (CAVEA) pour la collecte et . Ce service est géré en délégation par une entreprise privée, dont le contrat arrive à échéance le 31 décembre 2027,,.
La station d'épuration Equalia est quant à elle gérée par le SIA de Marne-la-Vallée (SIAM) qui a délégué la gestion à une entreprise privée, VEOLIA, dont le contrat arrive à échéance le 31 décembre 2020,.
L’assainissement non collectif (ANC) désigne les installations individuelles de traitement des eaux domestiques qui ne sont pas desservies par un réseau public de collecte des eaux usées et qui doivent en conséquence traiter elles-mêmes leurs eaux usées avant de les rejeter dans le milieu naturel. Val d'Europe Agglomération (CAVEA) assure pour le compte de la commune le service public d'assainissement non collectif (SPANC), qui a pour mission de vérifier la bonne exécution des travaux de réalisation et de réhabilitation, ainsi que le bon fonctionnement et l’entretien des installations. Cette prestation est déléguée à la SAUR, dont le contrat arrive à échéance le 31 décembre 2027,.

#### Eau potable
En 2020, l'alimentation en eau potable est assurée par Val d'Europe Agglomération (CAVEA) qui en a délégué la gestion à la SAUR, dont le contrat expire le 31 décembre 2027,.

## Population et société

### Démographie
L'évolution du nombre d'habitants est connue à travers les recensements de la population effectués dans la commune depuis 1793. Pour les communes de moins de 10 000 habitants, une enquête de recensement portant sur toute la population est réalisée tous les cinq ans, les populations de référence des années intermédiaires étant quant à elles estimées par interpolation ou extrapolation. Pour la commune, le premier recensement exhaustif entrant dans le cadre du nouveau dispositif a été réalisé en 2008.

En 2022, la commune comptait 9 988 habitants, en évolution de +12,95 % par rapport à 2016 (Seine-et-Marne : +3,92 %, France hors Mayotte : +2,11 %).
| 1793 | 1800 | 1806 | 1821 | 1831 | 1836 | 1841 | 1846 | 1851 |
| ---- | ---- | ---- | ---- | ---- | ---- | ---- | ---- | ---- |
| 339  | 347  | 329  | 309  | 308  | 300  | 304  | 298  | 283  |

| 1856 | 1861 | 1866 | 1872 | 1876 | 1881 | 1886 | 1891 | 1896 |
| ---- | ---- | ---- | ---- | ---- | ---- | ---- | ---- | ---- |
| 308  | 318  | 295  | 286  | 268  | 264  | 308  | 297  | 267  |

| 1901 | 1906 | 1911 | 1921 | 1926 | 1931 | 1936 | 1946 | 1954 |
| ---- | ---- | ---- | ---- | ---- | ---- | ---- | ---- | ---- |
| 280  | 261  | 225  | 196  | 209  | 209  | 195  | 160  | 179  |

| 1962 | 1968 | 1975 | 1982 | 1990 | 1999  | 2006  | 2008  | 2013  |
| ---- | ---- | ---- | ---- | ---- | ----- | ----- | ----- | ----- |
| 207  | 232  | 304  | 422  | 898  | 2 320 | 6 061 | 7 123 | 8 369 |

| 2018  | 2022  | - | - | - | - | - | - | - |
| ----- | ----- | - | - | - | - | - | - | - |
| 9 236 | 9 988 | - | - | - | - | - | - | - |

### Enseignement
Les établissements scolaires de Serris sont situés dans l'Académie de Créteil.
L'école existe à Serris depuis 1835. On compte aujourd'hui 5 écoles dans la commune (Pierre-Perret, Jean-de-La-Fontaine, Robert-Doisneau, Jules-Verne et Henri-Matisse).
En ce qui concerne l'enseignement secondaire, la ville possède un collège (collège Madeleine-Renaud) et le lycée Émilie du Châtelet (en), qui propose des sections internationales.
Le département et la région versent plus de 3 millions d’euros pour la construction du complexe Saint-Colomban à Serris, comportant une église et un établissement privé catholique sous contrat.
Pour l'enseignement supérieur, un pôle universitaire est situé dans le quartier de la gare, il comprend notamment l'Institut francilien d'ingénierie des services (IFIS), rattaché à l'Université Gustave-Eiffel, auquel s'ajoutera à horizon 2022 un Campus Tourisme.

## Économie

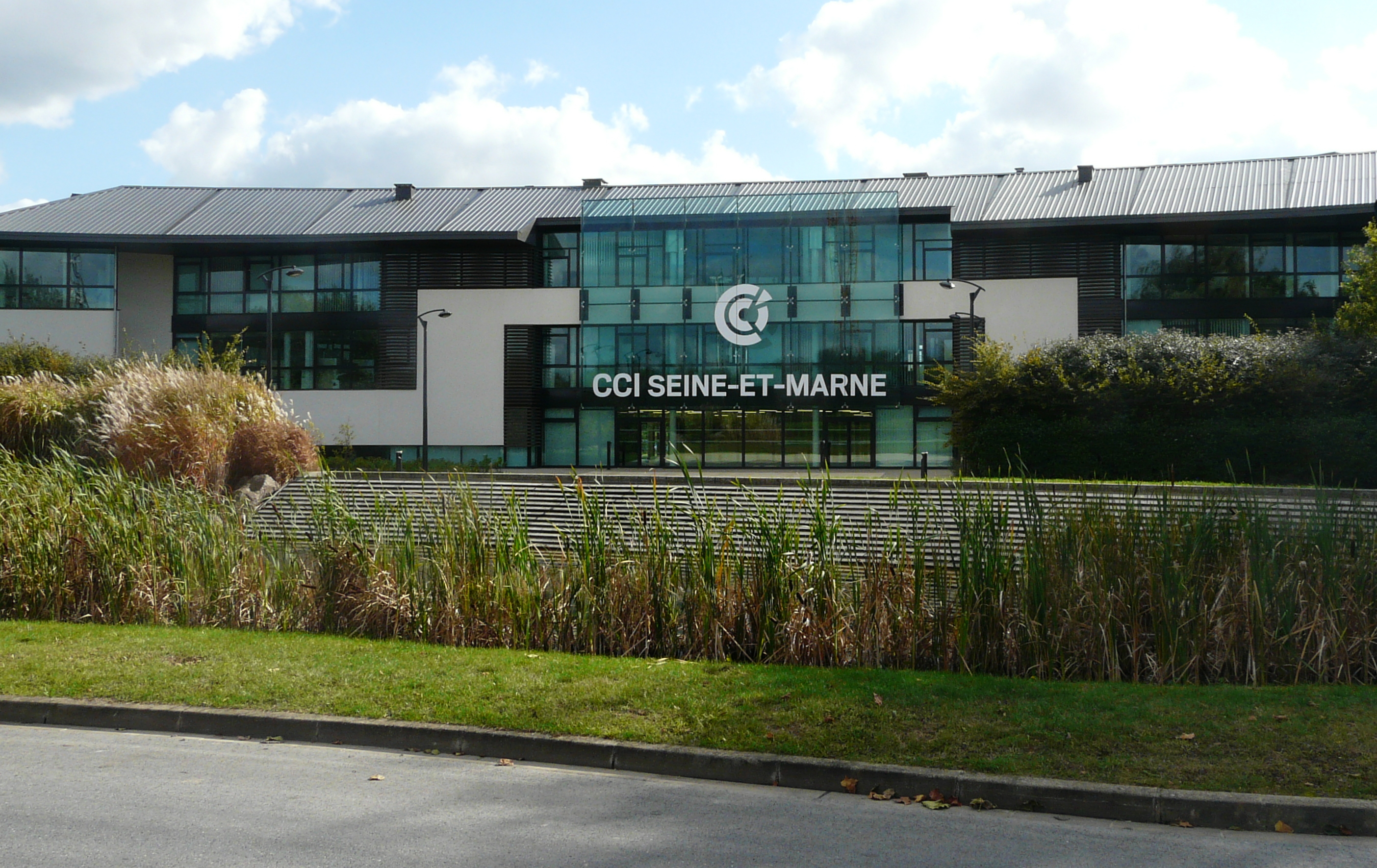
CCI de Seine-et-Marne à Serris.

- Le centre commercial Val d'Europe est situé à Serris. Il est l'un des plus importants du département. Il se compose de 190 boutiques et 31 restaurants, répartis sur 100 000 m2 de surface commerciale.
- Une zone touristique internationale (ZTI), où les commerces de détail peuvent déroger au repos dominical des salariés, a été délimitée sur une partie du territoire de la commune par un arrêté du 5 février 2016[78].
- Depuis 2014, la CCI de Seine-et-Marne est implantée à Serris.

### Revenus de la population et fiscalité
En 2018, le nombre de ménages fiscaux de la commune était de 3 207 (dont 69 % imposés), représentant 8 354 personnes et la  médiane du revenu disponible par unité de consommation  de 24 670 euros.

### Emploi
En 2017 , le nombre total d’emplois dans la zone était de 9 492, occupant 4 867 actifs  résidants.
Le taux d'activité de la population (actifs ayant un emploi) âgée de 15 à 64 ans s'élevait à 73,9 % contre un taux de chômage de 8,7 %.
Les 17,4 % d’inactifs se répartissent de la façon suivante : 9,4 % d’étudiants et stagiaires non rémunérés, 2,6 % de retraités ou préretraités et 5,5 % pour les autres inactifs.

### Secteurs d'activité

#### Entreprises et commerces
En 2019, le nombre d’unités légales et d’établissements (activités marchandes hors agriculture) par secteur d'activité était de 900 dont 18 dans l’industrie manufacturière, industries extractives et autres, 65 dans la construction, 281 dans le commerce de gros et de détail, transports, hébergement et restauration, 57 dans l’Information et communication, 40 dans les activités financières et d'assurance, 35 dans les activités immobilières, 205 dans les activités spécialisées, scientifiques et techniques et activités de services administratifs et de soutien, 143 dans l’administration publique, enseignement, santé humaine et action sociale et 56  étaient relatifs aux autres activités de services.
En 2020, 216 entreprises ont été créées sur le territoire de la commune, dont 160 individuelles.
Au 1er janvier 2021, la commune disposait de 152 chambres d’hôtels dans un  établissement et ne possédait aucun terrain de  camping.

#### Agriculture
Serris est dans la petite région agricole dénommée la « Brie boisée », une partie de la Brie autour de Tournan-en-Brie. En 2010, l'orientation technico-économique de l'agriculture sur la commune est la culture de céréales et d'oléoprotéagineux (COP).
Si la productivité agricole de la Seine-et-Marne se situe dans le peloton de tête des départements français, le département enregistre un double phénomène de disparition des terres cultivables (près de 2 000 ha par an dans les années 1980, moins dans les années 2000) et de réduction d'environ 30 % du nombre d'agriculteurs dans les années 2010. Cette tendance se retrouve au niveau de la commune où le nombre d’exploitations est passé de 6 en 1988 à 1 en 2010. Parallèlement, la taille de ces exploitations diminue, passant de 80 ha en 1988 à 15 ha en 2010.
Le tableau ci-dessous présente les principales caractéristiques des exploitations agricoles de Serris, observées sur une période de 22 ans : 
|                                      | 1988 | 2000 | 2010 |
| ------------------------------------ | ---- | ---- | ---- |
| Dimension économique,                |      |      |      |
| Nombre d’exploitations (u)           | 6    | 2    | 1    |
| Travail (UTA)                        | 11   | 1    | 1    |
| Surface agricole utilisée (ha)       | 480  | 41   | 15   |
| Cultures                             |      |      |      |
| Terres labourables (ha)              | 473  | s    | s    |
| Céréales (ha)                        | 332  | s    | s    |
| dont blé tendre (ha)                 | 188  | s    | s    |
| dont maïs-grain et maïs-semence (ha) | 107  | s    |      |
| Tournesol (ha)                       | 0    |      |      |
| Colza et navette (ha)                | 57   | s    | s    |
| Élevage                              |      |      |      |
| Cheptel (UGBTA)                      | 0    | 0    | 0    |

## Culture locale et patrimoine

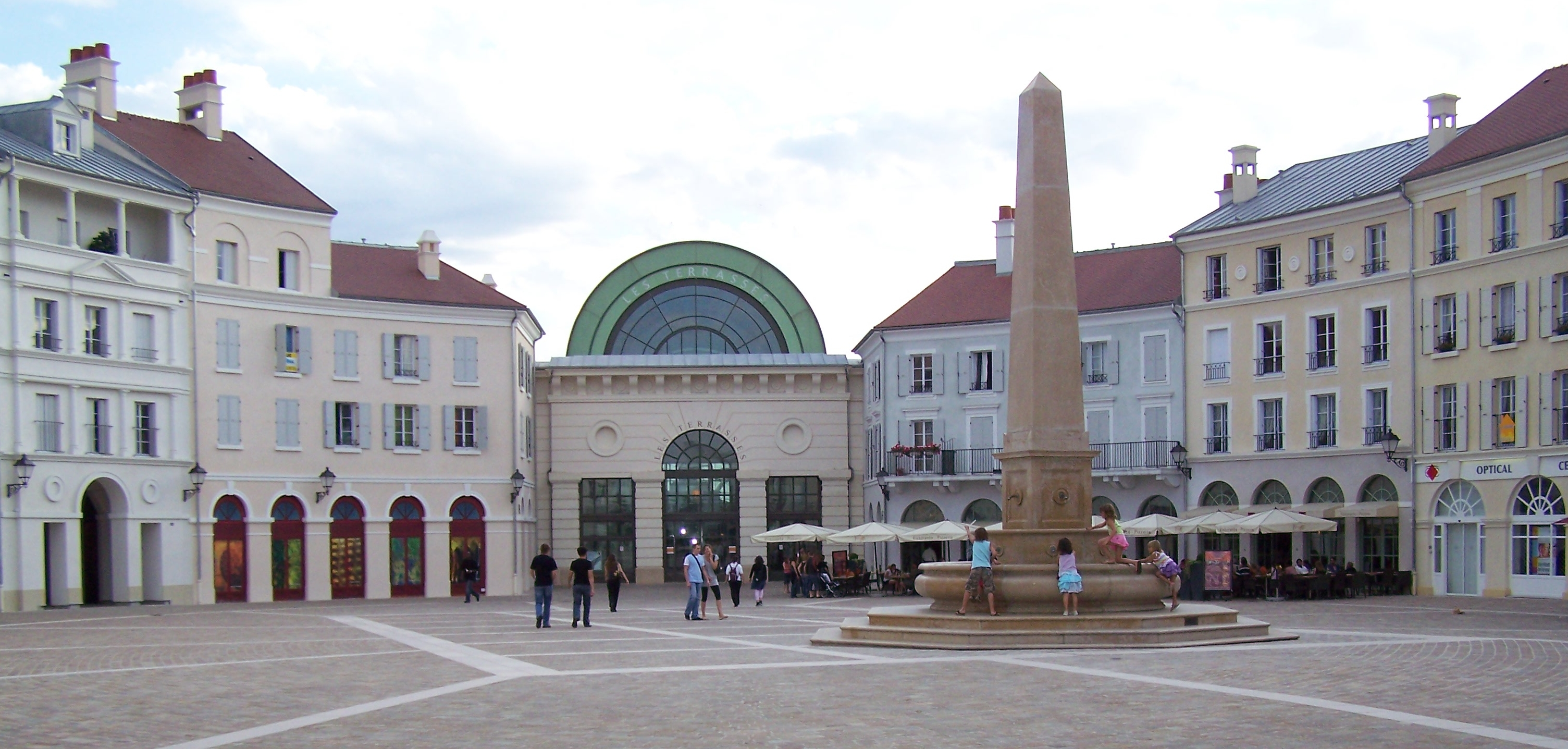
Place de Toscane.

### Lieux et monuments
- Vestiges mérovingiens.
- Ferme des Communes des XIXe et XXe siècles[47], aujourd'hui salle de spectacle Alfred de Musset, centre culturel, maison des arts, médiathèque du bourg et école de musique.
- Lavoir reconstruit en brique en 1877[47], rue de l'Église.
- Église Saint-Michel-de-Serris, consacrée en 1963[47].
- Pôle de l'enfance, architecture contemporaine (architectes : Philippe Ameller et Jacques Dubois).
- Médiathèque intercommunale (quartier de la gare).
- Aquarium Sea Life, inauguré en 2000.
- Centre commercial du Val d'Europe, inauguré en 2000.
- Le cinéma Studio 31 (art et essai), implanté depuis 2018 dans le quartier du Val d'Europe et le multiplexe Gaumont Disney Village, implanté depuis 1997, se situent sur la commune de Chessy, tout comme les parcs d'attraction depuis 1992 pour Disneyland et 2002 pour Walt Disney Studios.

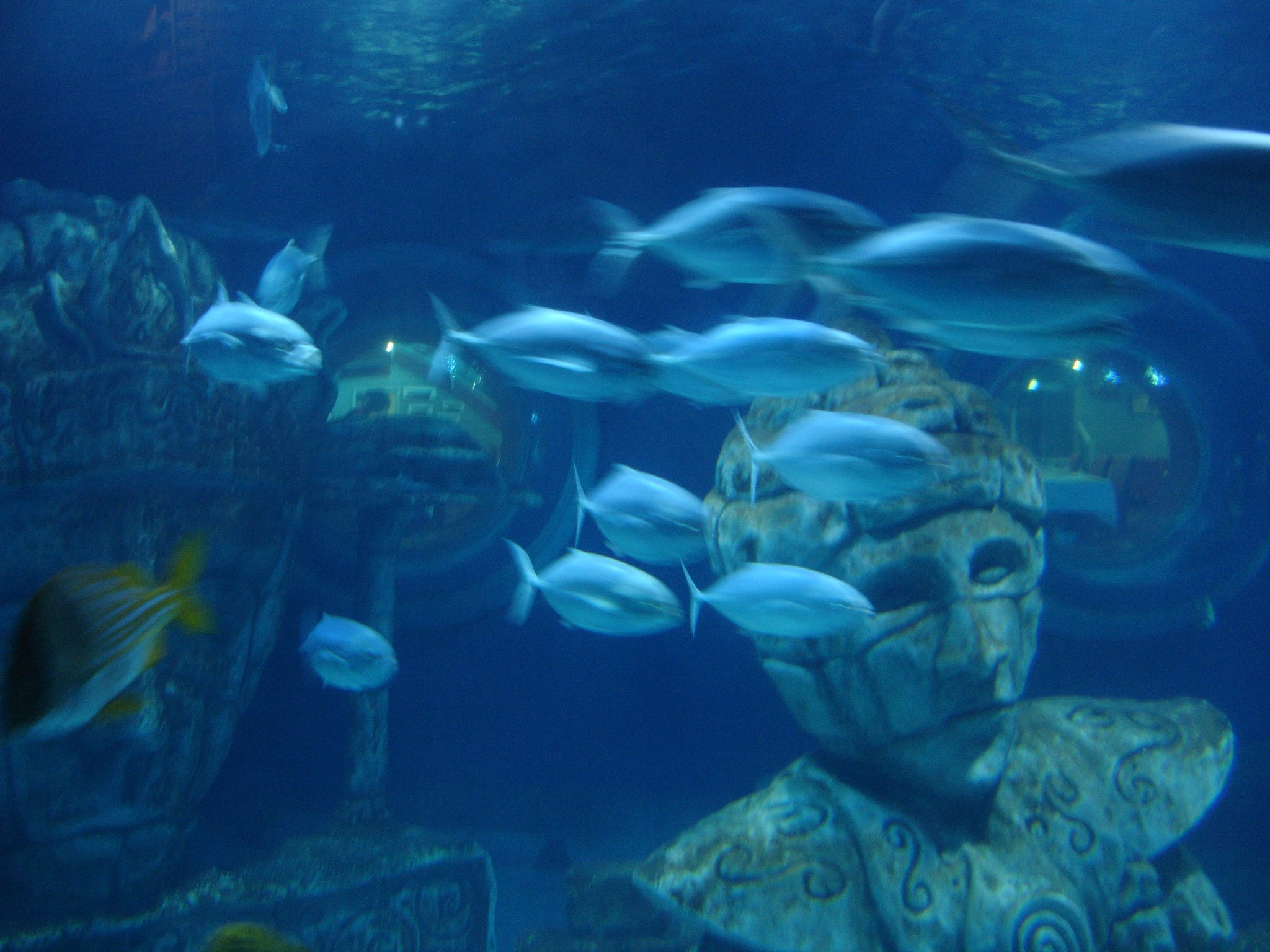
Aquarium SeaLife.
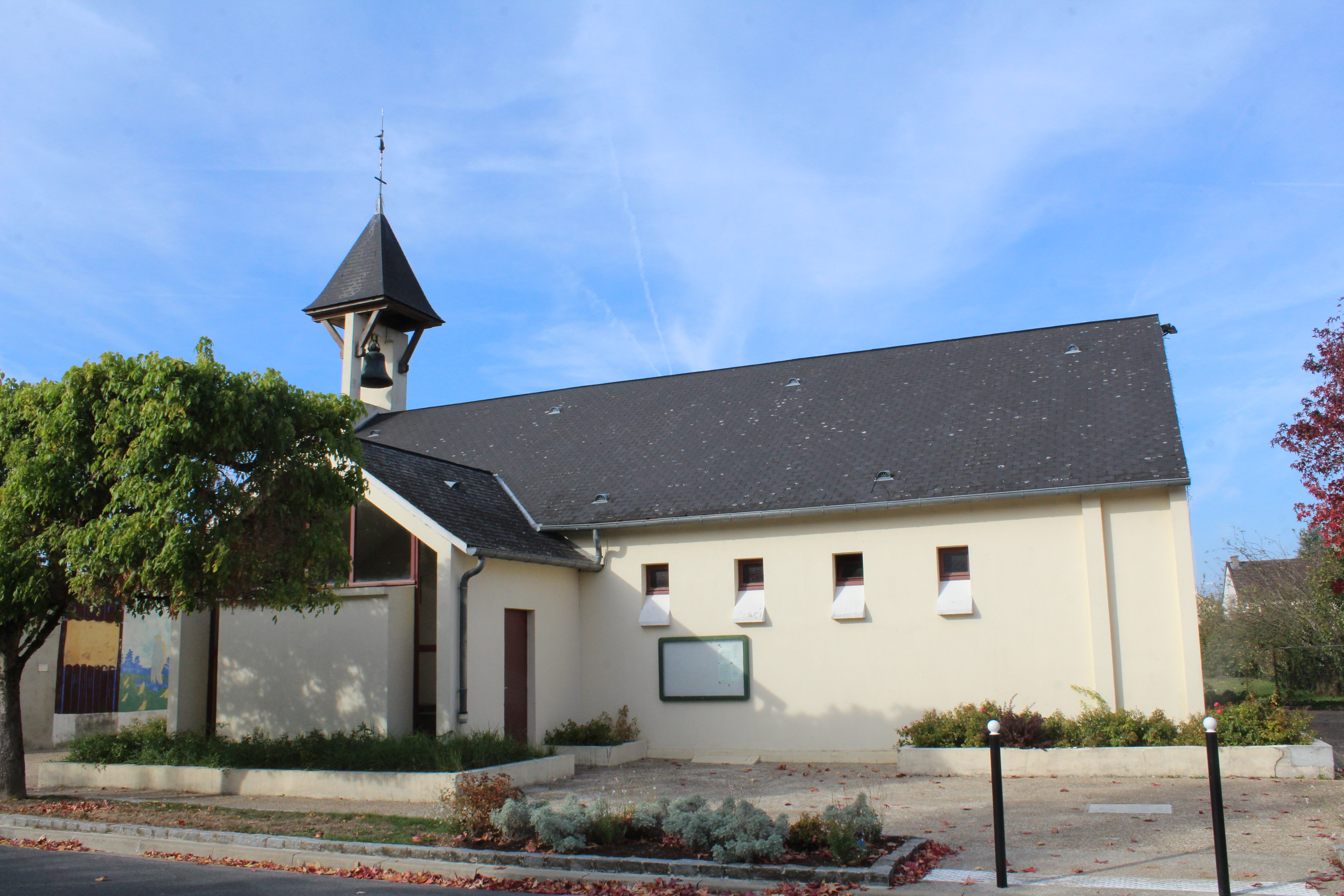
Église Saint-Michel de Serris.
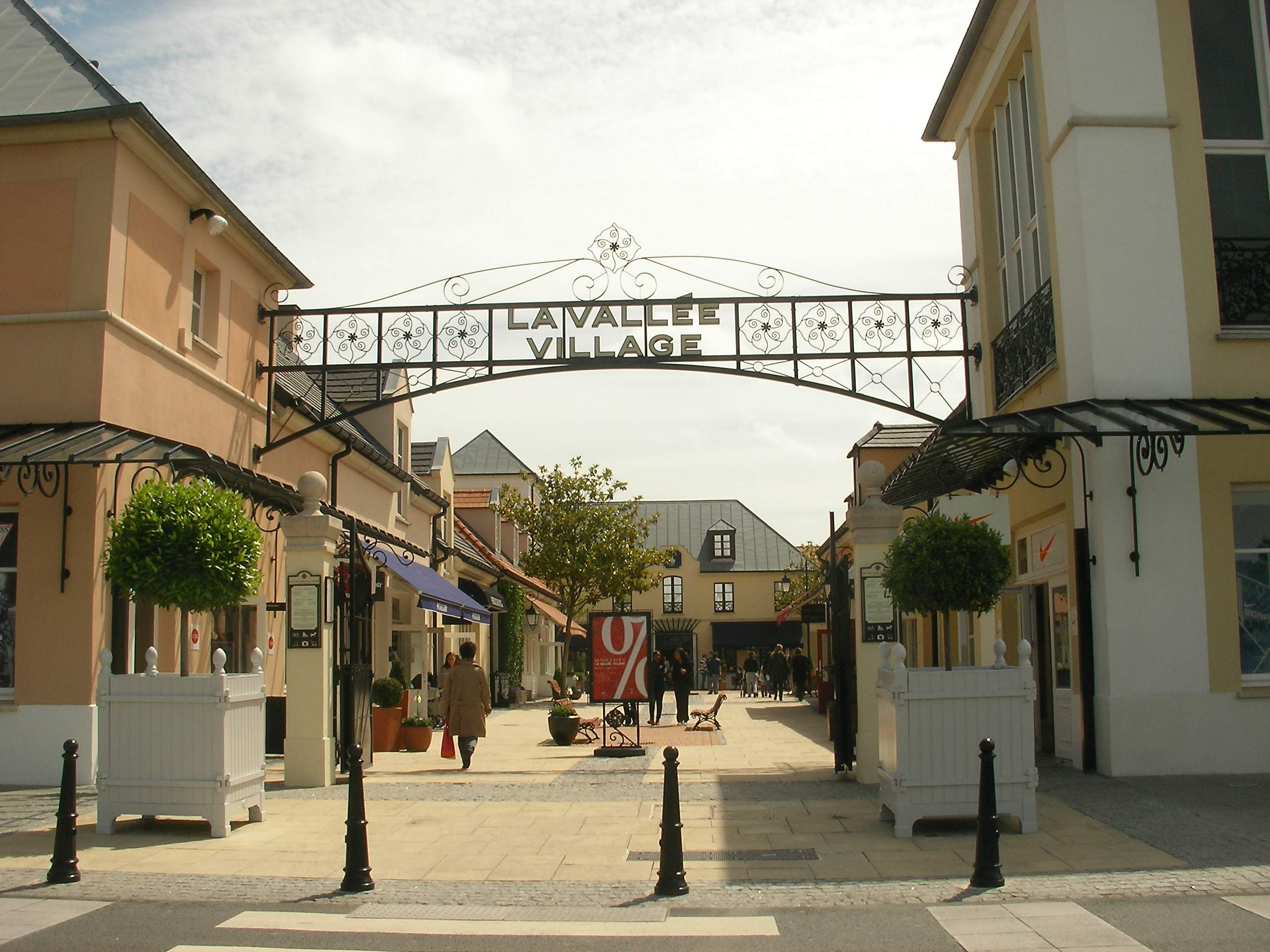
Vallée Village.
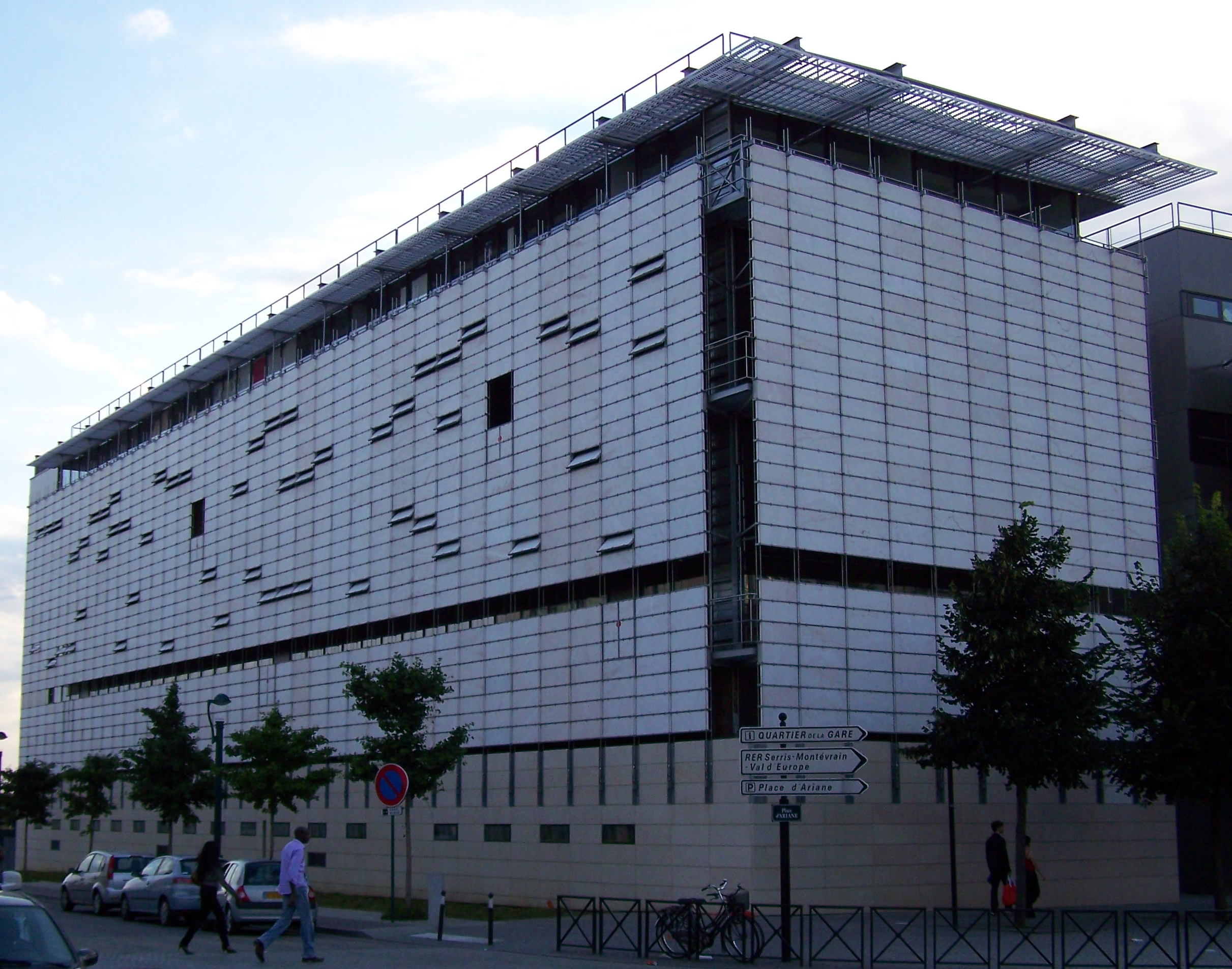
Médiathèque principale.

### Personnalités liées à la commune
- Jean Osmont (1655-1731) seigneur d'Amilly et du Tillet, propriétaire des terres du Grand Couternois et de la Commune, fermier général des carrosses et messageries royales de Normandie, Picardie et Flandres.

### Héraldique
| Blason de Serris | Blason  | Parti: au 1er d'azur à saint Michel terrassant le démon avec sa lance croisetée, le tout d'or, au 2e d'argent au tronc écoté et alésé de gueules posé en bande entre deux burelles ondées d'azur. |
| Blason de Serris | Détails | Le statut officiel du blason reste à déterminer. |